# استان پرنیک
پِرنیک نام یکی از استان‌های کشور بلغارستان است.

## جغرافیا
پرنیک در باختر بلغارستان و در مرز صربستان قرار گرفته.
مرکز آن شهر پرنیک Pernik است و شهرهای مهم دیگر آن رادومیر Radomir، برزنیک Breznik، تران Tran، باتانووتسی Kovachevtsi و زمن Zemen هستند.